# Лопес де Суньига, Диего
Дие́го Ло́пес де Су́ньига-и-Вела́ско, 4-й граф Ньева (исп. Diego López de Zúñiga y Velasco, cuarto conde de Nieva; 1510, Вальядолид, Испания — 20 февраля 1564, Лима, Перу) — испанский колониальный чиновник, конкистадор. Вице-король Перу с 1561 года до своей смерти 20 февраля 1564 года.

## Происхождение
Происходил из знатного рода Веласко, но взял фамилию матери, последней графини Ньева из рода Суньига. Женой Диего была Мария Энрикес, дочь маркиза Альканьисеса. Родоначальником рода Энрикесов был Фадрике Альфонсо, один из бастардов короля Энрике II.
В течение своей карьеры в Испании Диего Лопес де Суньига был произведён в рыцари Ордена Сантьяго. С 1553 до 1559 года он находился в должности губернатора Галисии.

## Вице-король
В 1560 году Лопес де Суньига был назначен на пост вице-короля Перу, в колонию он прибыл 20 февраля следующего года для замены отозванного Андреса Уртадо де Мендоса. После прибытия в Перу, прежде чем достигнуть Лимы, он послал вице-королю Уртадо де Мендосе дерзкое письмо с различными обвинениями и оскорблениями, после чего многие считали, что это послание привело к смерти Уртадо де Мендоса.
Вступив в должность, новый вице-король активно приступил к выполнению своих обязанностей. Важнейшей на тот момент задачей испанцев было исследование территории Перу, большая часть которой оставалась малоизученной и малодоступной для колонистов.
14 декабря 1561 году он отдал приказ исследовать реку Тоно, а 24 декабря того же года — завоевать территорию Каманья.
В 1562 году по приказу вице-короля Франциско де Агирре основал город Сантьяго-дель-Эстеро (современная Аргентина).
В 1563 году по приказу Лопеса де Суньига была учреждена королевская аудиенция в Кито.
В правление Лопеса де Суньига было основано множество новых испанских поселений. При нём была отделена от Перу епархия Чили.
По приказу вице-короля были образованы новые и улучшены старые школы для детей высокородных индейцев. Также была основана школа для девочек из бедных семей. Он одобрял строительство монастырей, принадлежащих различным католическим орденам.
Лопес де Суньига приказал начать строительство акведука для снабжения столицы пригодной для питья водой. Им была проявлена инициатива по усовершенствованию законодательства в колонии.
В течение своего правления он смог отправить в королевскую казну в Испанию около 651000 дукатов.
Диего Лопес де Суньига стал первым вице-королём Перу, который проводил все церемонии пышно и с соблюдением этикета, в отличие от его предшественников, занимавшихся лишь обустройством колонии.

## Смерть
1 февраля 1564 года вице-король выпустил указ об объявлении комендантского часа в Лиме начиная с 22:00. В следующем месяце, 20 февраля в полночь были замечены четыре нарушителя комендантского часа, шедшие на улицу Трапитос. Пришедшие неизвестные затаились возле одного из зданий, из окна которого вскоре была выброшена верёвочная лестница, по которой стал спускаться человек. Прежде чем этот человек опустился на землю, эти четверо неизвестных набросились на него и стали избивать мешками с песком, дабы не оставлять следов. 

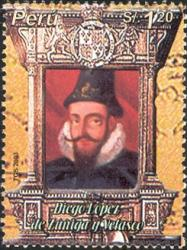
Перуанская почтовая марка с портретом Лопеса де Суньига

Свидетелем этого события стал человек, вышедший на балкон одного из рядом расположенных зданий, подышать воздухом. Как потом считалось, это был Педро де Сарате, сын одного из судей королевской аудиенции Лимы. Сарате позвал своих рабов и вместе с ними последовал к месту инцидента, дабы узнать, что там произошло. Обнаружив, что жертвой нападения был вице-король Диего Лопес де Суньига, который уже не подавал признаков жизни, он сообщил об этом отцу и после тайного собрания королевской аудиенции было принято решение переместить тело вице-короля в его дворец и выдать его смерть за естественную.
Это было сделано для того, чтобы предотвратить слухи и нестабильность в колонии. Считалось, что вице-король был увлечён чужой женой, и обманутый муж подослал к нему убийц.
Кроме этой версии смерти вице-короля, существует ещё несколько, во всех данные сильно разнятся, но основной считается версия, представленная выше. Существует также медицинский документ, по которому вице-король умер от удара в своём дворце.
Лопес де Суньига был похоронен в церкви Сан-Франсиско, а позже перезахоронен в Испании.